# Ralph Benatzky
Ralph (voluit: Rudolph Josef František) Benatzky (Moravské Budějovice, Moravië 5 juni 1884 – Zürich 16 oktober 1957) was een Oostenrijkse componist van vele operettes en filmmuziek. 
Aanvankelijk koos hij voor een militaire carrière, maar toen hij, nog jong, ziek werd, moest hij noodgedwongen zijn militaire ambities opgeven en ging hij in Praag muziek studeren. Aldaar viel zijn talenkennis op. Hij beheerste namelijk het Duits, het Frans, het Engels, het Tsjechisch, het Pools, het Hongaars en het Italiaans. Hij studeerde muziektheorie bij onder anderen Felix Mottl. Rond 1910 leerde hij Heinrich Mann kennen en werd hij een bekende verschijning in het Münchense kunst- en cabaretleven. In 1909 trouwde hij met de chansonnière Fédi Ferard en in 1914, na zijn scheiding van haar, met de zangeres Josma Selim, voor wie hij talloze luchtige liederen schreef. 
Na haar vroege dood, in 1929, trouwde hij voor de derde keer, nu met de danseres Melanie Hoffmann. Hij ging daarna ook filmmuziek schrijven. Hij had daar zoveel succes mee dat hij in staat was een villa te laten bouwen in het Zwitserse Thun, waar hij met zijn derde vrouw na Hitlers machtsovername ook daadwerkelijk ging wonen. Zwitsers staatsburger mocht hij echter niet worden en daarom emigreerde het paar in 1940 naar de Verenigde Staten. Na de oorlog keerden zij terug naar Zwitserland, en wel naar Zürich. 
Hij schreef meer dan 90 operettes, waarvan Im weissen Rössl, op een libretto van Hans Müller en Erik Charell, nog steeds wereldberoemd is. Deze operette speelt rond het hotel 'In het Witte Paardje' in het Oostenrijkse dorpje Sankt Wolfgang im Salzkammergut aan de Wolfgangsee. Maar ook vertaalde de literair begaafde Benatzky de opera Porgy and Bess en William Somerset Maughams memoires The Summing Up.

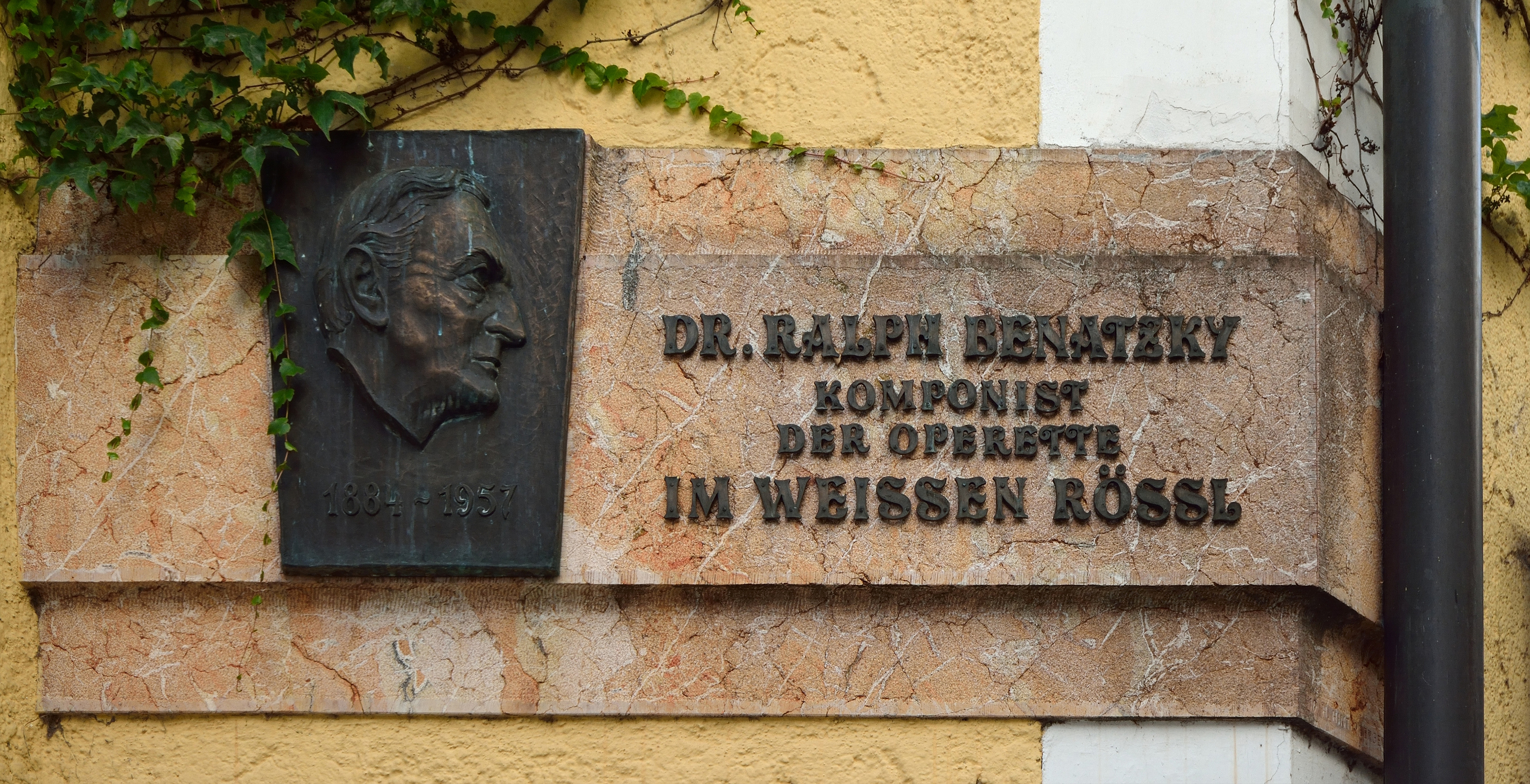
Plaquette Ralph Benatzky (Hotel zum Weißen Rössl, St. Wolfgang, Opper-Oostenrijk)

## Werken (selectie)
- Laridon (1911)
- Cherchez la femme (1911)
- Balladen (1921)
- Casanova, (1928)
- Die drei Musektiere (1929)
- Im weißen Rößl (1930)
- Meine Schwester und ich (1930)
- Bezauberndes Fräulein (1933)
- Das kleine Café (1934)
- Axel an der Himmelstür, (1936)
- Herzen im Schnee (1936)
- Angielina (1940)